# Mary Webb
Mary Webb (25 mars 1881 - 8 octobre 1927) est une romancière anglaise. Elle est connue pour être l'auteur de Sarn, roman qui devint un succès de librairie après qu'il fut préfacé par Stanley Baldwin, premier ministre britannique.

## Biographie
Mary Gladys Meredith naît à Leighton, dans le comté du Shropshire, dans l'Ouest de l'Angleterre, région où elle demeurera presque toute sa vie. Aînée de six enfants, elle est dès l'enfance fascinée par la nature qui l'entoure. En 1909, elle perd son père, ce qui l'affecte profondément.
En 1912, elle épouse Henry Webb qui est instituteur. Ils s'installent en ville pendant deux ans. Mais la campagne manque trop à Mary Webb, ils s'installent alors à nouveau dans le Shropshire, comme maraîchers.
Commence alors sa carrière d'auteur. Elle écrit son premier roman Golden Arrow, publié en 1916, qui reçoit de nombreux éloges, mais n'amène pas le succès d'argent escompté. En 1921, elle s'installe à Londres, où elle écrira Sarn en se souvenant de la campagne de son enfance. Elle meurt à l'âge de quarante-six ans en 1927.
Un an après sa mort, le premier ministre britannique de l'époque, Stanley Baldwin, préface Sarn et fait découvrir au monde cette œuvre et son autrice peu reconnue de son vivant.

## Œuvre
Les romans de Mary Webb peignent la vie rurale du début du XIXe siècle. C'est une romantique après l'heure. Exprimant avec lyrisme ses sentiments personnels, l'auteur présente la nature comme un personnage puissant et mystérieux.
- The Golden Arrow, (La Flèche d'or), Constable, London, 1916
- Gone to Earth, (La Renarde), Constable, London, 1917
- The Spring of Joy; a little book of healing, (Les Joies du printemps), J. M. Dent, London, 1917
- The House in Dormer forest, (Le Poids des ombres), Hutchinson, London, 1920
- Seven for a secret, (Sept pour un secret), Hutchinson, London, 1922
- Precious Bane, (Sarn), Jonathan Cape, London, 1924
- Poems and the Spring of Joy (Essays and Poems), Jonathan Cape, London, 1928
- Armour Wherein He Trusted: A Novel and Some Stories, Jonathan Cape, London, 1929
- A Mary Webb Anthology sélectionnée par Henry B.L. Webb, Jonathan Cape, London, 1939
- Fifty-One Poems,  Jonathan Cape, London, 1946 (illustrations : gravures sur bois de Joan Hassall)
- The Essential Mary Webb présenté par Martin Armstrong,Jonathan Cape, London, 1949
- Mary Webb: Collected Prose and Poems présentés par Gladys Mary Coles, Wildings, Shrewsbury, 1977
- Selected Poems of Mary Webb, présentée par Gladys Mary Coles, Headland, Wirral, 1981

## Sources
- Dossier littéraire paru dans le mensuel Je Bouquine, Leigh Sauerwein ;
- Mary Webb/Sarn, Jacques de Lacretelle.
- http://marywebbsociety.co.uk/